# Перфоманс Лаб
«Перфоманс Лаб» (Performance Lab) — российская компания, сервис-провайдер в области тестирование программного обеспечения.

## История и деятельность
Компания создана 25 ноября 2008 года в Москве Максимом Кутузовым. В 2009 году расположилась в технопарке «Строгино». С момента создания начала сотрудничество с компаниями финансового сектора, ритейла и телекома.
Основное направление деятельности — тестирование программного обеспечения. С 2014 года компания является одним из ведущих поставщиком этих услуг на американском и российском рынке QA.
В 2015 году «Перфоманс Лаб» начала свою деятельность в США, открыв офис в Калифорнии.
Компания разработала собственный продукт для нагрузочного тестирования Boomq, и в 2018 году получила резидентство в ИТ-кластере инновационного центра «Сколково» за значимый вклад в развитие российского ПО.
В 2020 году Перфоманс Лаб вывела на рынок новую версию Boomq, предназначенную для крупных организаций — Boomq Enterprise.
Компания раз в 2 года выпускает аналитическое исследование о российском рынке тестирования и обеспечения качества ИТ-систем.
Помимо сервисов по тестированию ПО, компания также имеет направление заказной разработки ПО, а также является разработчиком краудсорсинговой платформы юзабилити-тестирования uxcrowd.ru.

## Рейтинги
В марте 2021 года международное агентство Clutch включило компанию «Перфоманс Лаб» в рейтинг Top 100 Business Process Outsourcing Companies в категории Back Office.